# Da Ali G Show
Da Ali G Show è il nome di due serie televisive satiriche che hanno come protagonista il comico inglese Sacha Baron Cohen che interpreta tre finti giornalisti: Ali G, un aspirante gangster inglese, Borat, giornalista kazako e Brüno, giornalista di moda gay austriaco. Nei panni di questi improbabili giornalisti Cohen intervista persone ignare di trovarsi davanti a un comico, spingendole con l'inganno a dichiarare cose ridicole.
La serie originale (una sola stagione) fu mandata in onda da Channel 4 in Gran Bretagna, mentre la seconda serie Ali G in da USA (due stagioni) fu mandata in onda dalla rete HBO negli Stati Uniti. La serie inglese non è mai andata in onda negli USA.
Non sono previste ulteriori puntate, dato che ormai la fama di Cohen gli impedisce di compiere le interviste senza essere riconosciuto.

## Personaggi

### Ali G
Ali G (Alistair Leslie Graham) è il personaggio principale del Da Ali G Show. Spesso parla in inglese con accento caraibico. I suoi manierismi sono un mix di stereotipi, spesso esagerati, della cultura caraibica e della cultura hip hop, con qualche influenza africana. Lui intervista degli ospiti non sospetti; nella versione statunitense della serie televisiva, dice che è un conduttore britannico di talk show e che vuole parlare di politica e di media. Spesso fa una domanda, e dopo aver ricevuto la risposta, crea istantaneamente un racconto di un evento rilevante sull'argomento, utilizzando i suoi vicini di casa e i suoi compagni gangsta. Il personaggio compare anche nel film Ali G.

### Borat Sagdiyev
Borat Sagdiyev è un altro personaggio che caratterizza lo show. Viene dal Kazakistan, e viaggia in Gran Bretagna e negli Stati Uniti per intervistare la gente e per praticare le loro attività. Anche se ben intenzionato, Borat fa spesso sentire a disagio le persone introducendo usanze kazake o facendo commenti antisemiti o misogini. Il personaggio compare anche nel film Borat  - Studio culturale sull'America a beneficio della gloriosa nazione del Kazakistan.

### Brüno
Brüno è un gay austriaco e terzo personaggio principale della serie. Sostiene di essere la voce della televisione dei giovani austriaci. Fa spesso sentire a disagio le persone ostentando la sua flagrante omosessualità. Brüno è anche un giornalista di moda ed espone il suo punto di vista di cose fuori moda. Il personaggio compare anche nel film Brüno.

## Episodi

### Versione inglese
| Stagione       | Episodi | Prima TV originale | Prima TV Italia |
| -------------- | ------- | ------------------ | --------------- |
| Prima stagione | 6       | 2000               |                 |

### Versione statunitense
| Stagione         | Episodi | Prima TV originale | Prima TV Italia |
| ---------------- | ------- | ------------------ | --------------- |
| Prima stagione   | 6       | 2003               |                 |
| Seconda Stagione | 6       | 2004               |                 |